# 能登剛
能登 剛（のと たけし、1964年3月15日 - ）は、日本の男性俳優。
劇団東演所属。

## 出演作品

### 舞台
- 劇団東演
  - 「長江」（2001年4月） -　劉強 役
  - 「風浪」（2002年12月） -　佐山健次 役
  - 「崖下の幸福」（2003年4月） -　曽我周蔵 役
  - 「時の筏を漕ぎ行けば・・・」（2004年5月） -　上林清一 役
  - 「月光の夏　朗読劇」（2003年8月〜） -　男B 役
  - 「見果てぬ夢」（2006年4月） -　西岡健 役
  - 「恋でいっぱいの森」（2007年6月） -　オーベロン・ベネディック 役
  - 「紅い荒野に洗濯機」（2008年3月） -　広瀬辰造 役
  - 「翔べ！イカロスの翼」（2009年5月） -　団長 役
  - 「どん底」（2009年11月） -　役者 役
  - 「ハムレット」（2013年5月〜7月） -　クローディアス 役
  - 「酒場」（2023年11月）[2]

他多数出演

### その他
- 【テレビドラマ】NHK「銃口 (小説)」（中国語：通訳）
- 【CM】サントリー「ザ・カクテルバー」 -　サラリーマン 役
- 【テレビアニメ】1999年「魔装機神サイバスター (テレビアニメ)」
  - （博士、記者A、パイロット、整備士、フランク、隊員A、部下B、男B、部下1、部下、隊員、隊員B、部下A、整備士B 役）
- 【テレビドラマ】tvk開局40周年記念番組 ドキュメンタリードラマ 希望の翼〜あの時、ぼくらは13歳だった〜（2013年3月2日、テレビ神奈川）